# Кравченко Петро Кузьмич
Петро Кузьмич Кравченко (біл. Пётр Кузьміч Краўчанка, * 13 серпня 1950) — білоруський державний діяч, дипломат, міністр закордонних справ Білорусі (1990—1994).

## Біографія
Народився 13 серпня 1950 року у м. Смолевичі, Мінська область. У 1972 році закінчив Білоруський державний університет, кандидат історичних наук (1976).
З 1975 по 1985 — викладав у Білоруському державному університеті.
З 1985 по 1990 — секретар Мінського міського комітету Компартії Білорусі.
З 1990 по 1994 — міністр закордонних справ Республіки Білорусь.
З 1995 по 1996 — старший науковий співробітник відділу інформації Національної академії наук Білорусі.
З 1997 по 1998 — експерт Національного центру стратегічних ініціатив «Схід — Захід».
З 1998 по 2002 — Надзвичайний і Повноважний Посол Білорусі в Японії.
З 1999 по 2002 — Надзвичайний і Повноважний Посол Білорусі на Філіппінах за сумісництвом.
Депутат Верховної Ради БРСР (1990). Депутат Верховної Ради Республіки Білорусь 13 скликання (1995—1996).